# Кобилино бранище
 Тази статия е за седловината.  За заслона вижте Кобилино бранище (заслон).  
Седловината Кобѝлино бра̀нище е планински проход (седловина) в Западна България, между Северозападния и Централния дял на Рила, в Община Самоков, Софийска област и Община Рила, област Кюстендил.
Седловината с надморска височина от 2145 m свързва долината на река Леви Искър (от басейна на Искър) на североизток с долината на Рилска река (ляв приток на Струма) на югозапад. Простира се между склоновете на Водния връх на юг и Лопушкия връх на север. През нея преминава главният вододел на Балканския полуостров. На Кобилино бранище се срещат туристическите маршрути за Рилския манастир и хижите „Мальовица“, „Мечит“ и „Рибни езера“. В нея е изграден заслона „Кобилино бранище“.

## Други
На Кобилино бранище е наречена улица в квартал „Подуяне“ в София (Карта).

## Топографска карта
- Лист от карта K-34-71. Мащаб: 1 : 100 000.